# Lullaby of Broadway
Lullaby of Broadway is een Amerikaanse musicalfilm in Technicolor uit 1951 onder regie van David Butler. De film is geïnspireerd door het gelijknamige nummer uit de musicalfilm Gold Diggers of 1935 (1935).

## Verhaal
Entertainer Melinda Howard treedt op aan boord van een schip dat haar van haar thuisland Engeland naar New York brengt. Aan boord ontmoet ze Broadway-ster Tom Farnham, die zijn identiteit verborgen houdt. Ze vertelt een verrassingsbezoek te brengen aan haar moeder, Broadway-zangeres Jessica Howard. Melinda heeft geen idee dat Jessica kampt met alcoholisme en om die reden enkel optredens kan boeken in kleine zalen in Greenwich Village. Het landhuis dat Melinda verneemt dat van haar moeder is, is eigenlijk eigendom van brouwer Adolph Hubbell en zijn vrouw. 'Lefty' Mack, de butler van de Hubbels, vormt samen met zijn verloofde Gloria Davis een vaudevilleteam en is goed bevriend met Jessica.
Lefty doet alsof Jessica het huis aan de Hubbells heeft verhuurd terwijl ze op tournee is, en wanneer Melinda onthult dat ze geen geld heeft, biedt Lefty haar een van de dienstkamers aan voor de nacht. Adolph gaat ermee akkoord Jessica's geheim te bewaren. Niet veel later wordt in het huis een feest gegeven waarbij ook Tom aanwezig is. Adolph danst op het feest met Melinda, tot grote ergernis van zijn vrouw, en ook Tom krijgt een kans met haar te dansen. Jessica zou ook een verschijning hebben gemaakt, maar wordt in het ziekenhuis opgenomen met delirium tremens.
In een poging om haar op te vrolijken, overtuigt Lefty Adolph om Melinda aan een Broadway-producer voor te stellen als de potentiële nieuwe ster van zijn show. De producer is onder de indruk van Melinda en biedt haar onmiddellijk een contract aan. Later repeteren Melinda en Tom een nummer voor de nieuwe show Lullaby of Broadway en delen een zoen. Hun toekomst dreigt op het spel te komen staan wanneer Adolph een bontjas voor Melinda koopt en er geruchten ontstaan dat Melinda zijn minnares is. Melinda schaamt zich voor het schandaal dat ze heeft veroorzaakt en weigert haar moeder te ontmoeten.
Aan het einde van de film leert Melinda de waarheid over haar moeders toestand en besluit terug te keren naar Engeland. Haar moeder vergezelt haar op het schip en kort daarna krijgt Melinda te horen dat de geruchten over haar zijn verhelderd. Met een gerust hart keert ze terug naar New York en is ze nog net op tijd voor haar eerste optreden in de Broadway-musical. De openingsavond is een groot succes en Tom en Melinda zetten hun romance voort.

## Rolverdeling
| Acteur         | Personage         |
| -------------- | ----------------- |
| Doris Day      | Melinda Howard    |
| Gene Nelson    | Tom Farnham       |
| S.Z. Sakall    | Adolph Hubbell    |
| Billy De Wolfe | Lefty Mack        |
| Gladys George  | Jessica Howard    |
| Florence Bates | Mrs. Anna Hubbell |
| Anne Triola    | Gloria Davis      |

## Prijzen en nominaties
| Jaar | Prijs            | Categorie                        | Genomineerde(n) | Uitslag  |
| ---- | ---------------- | -------------------------------- | --------------- | -------- |
| 1952 | Photoplay Awards | Meest Populaire Vrouwelijke Ster | Doris Day       | Gewonnen |

## Muziek
- "Lullaby of Broadway" - gezongen door Doris Day
- "You're Getting to Be a Habit with Me" - gezongen door Doris Day
- "Just One of Those Things" - gezongen door Doris Day
- "Somebody Loves Me" - gezongen door Doris Day en Gene Nelson (voiceover door Hal Derwin)
- "I Love the Way You Say Goodnight" - gezongen door Doris Day en Gene Nelson (voiceover door Hal Derwin)
- "Please Don't Talk About Me When I'm Gone" - gezongen door Gladys George
- "In a Shanty in Old Shanty Town" - gezongen door Gladys George
- "Zing! Went the Strings of My Heart" - gezongen door Gene Nelson (voiceover door Hal Derwin)
- "You're Dependable" - gezongen door Billy De Wolfe en Anne Triola
- "We'd Like to Go on a Trip" - gezongen door Billy De Wolfe en Anne Triola